# Дискография Sirenia
Дискография норвежского готик-метал-проекта Sirenia на сегодняшний день включает в себя одиннадцать полноформатных студийных альбомов, один мини-альбом, три сингла и четыре видеоклипа.

## Студийные альбомы
| №  | Название                      | Дата выпуска                                                                                       | Лейбл          | Чарты                                                     | Примечания |
| -- | ----------------------------- | -------------------------------------------------------------------------------------------------- | -------------- | --------------------------------------------------------- | ---------- |
| 1  | At Sixes and Sevens           | 13 августа 2002 года                                                                               | Napalm Records |                                                           |            |
| 2  | An Elixir for Existence       | 3 августа 2004 года                                                                                | Napalm Records |                                                           |            |
| 3  | Nine Destinies and a Downfall | 23 февраля 2007 года                                                                               | Nuclear Blast  | 54 место, Германия 85 место, Швейцария 134 место, Франция |            |
| 4  | The 13th Floor                | 23 января 2009 года                                                                                | Nuclear Blast  | 67 место, Швейцария 87 место, Германия 127 место, Франция |            |
| 5  | The Enigma of Life            | 21 января 2011 года                                                                                | Nuclear Blast  |                                                           |            |
| 6  | Perils of the Deep Blue       | 28 июня 2013 года (Европа), 1 июля 2013 года (Великобритания), 9 июля 2013 года (Северная Америка) | Nuclear Blast  |                                                           |            |
| 7  | The Seventh Life Path         | 8 мая 2015 года                                                                                    | Napalm Records |                                                           |            |
| 8  | Dim Days of Dolor             | 11 ноября 2016 года                                                                                | Napalm Records |                                                           |            |
| 9  | Arcane Astral Aeons           | 26 октября 2018 года                                                                               | Napalm Records |                                                           |            |
| 10 | Riddles, Ruins & Revelations  | 12 февраля 2021 года                                                                               | Napalm Records |                                                           | [ 5 ]      |
| 11 | 1977                          | 26 мая 2023 года                                                                                   | Napalm Records |                                                           |            |

## Мини-альбомы
| № | Название        | Дата выпуска         | Лейбл          | Чарты | Примечания |
| - | --------------- | -------------------- | -------------- | ----- | ---------- |
| 1 | Sirenian Shores | 11 октября 2004 года | Napalm Records |       |            |

## Синглы
| № | Название            | Дата выпуска         | Лейбл         | Чарты | Примечания                     |
| - | ------------------- | -------------------- | ------------- | ----- | ------------------------------ |
| 1 | «My Mind’s Eye»     | 3 января 2007 года   | Nuclear Blast |       |                                |
| 2 | «The Path To Decay» | 26 декабря 2008 года | Nuclear Blast |       | опубликован только в Интернете |
| 3 | «The End Of It All» | 21 декабря 2010 года | Nuclear Blast |       |                                |

## Видеоклипы
| № | Название            | Дата выпуска | Видео | Режиссёр | Примечания |
| - | ------------------- | ------------ | ----- | -------- | ---------- |
| 1 | «My Mind’s Eye»     | 2007 год     |       |          |            |
| 2 | «The Other Side»    | 2007 год     |       |          |            |
| 3 | «The Path To Decay» | 2009 год     |       |          |            |
| 4 | «The End Of It All» | 2010 год     |       |          |            |